# Metapone mjobergi
Metapone mjobergi é uma espécie de formiga do gênero Metapone, pertencente à subfamília Myrmicinae.